# Park Narodowy „Chwałynskij”
Park Narodowy „Chwałynskij” (ros. Национальный парк «Хвалынский») – park narodowy w północnej części obwodu saratowskiego w Rosji. Znajduje się w rejonie chwałynskim, a jego obszar wynosi 255,14 km². Został utworzony dekretem rządu Federacji Rosyjskiej z dnia 19 sierpnia 1994 roku. Zarząd parku znajduje się w miejscowości Chwałyńsk.

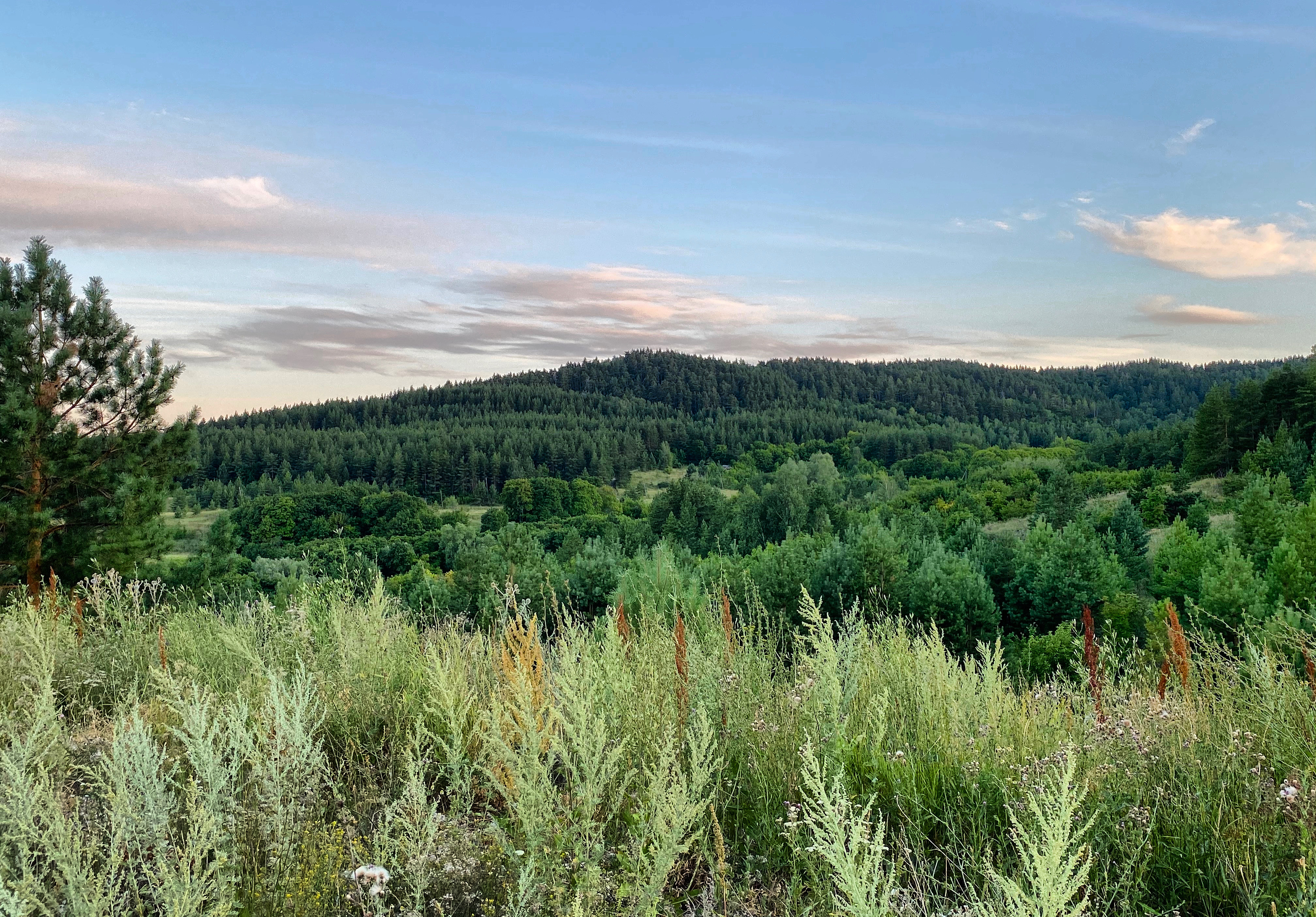

## Opis
Park znajduje się w południowo-wschodniej części Wyżyny Nadwołżańskiej, na prawym brzegu środkowej Wołgi. Jest to płaskowyż (200–300 m n.p.m.) poprzecinany licznymi wąwozami. Znajduje się tu około 300 źródeł. Najwyższe wzniesienie to szczyt Bieleńkaja (367 m). Na wschód od parku znajduje się Zbiornik Saratowski.

## Flora i fauna
Park znajduje się w strefie leśno-stepowej. Szczyty i zbocza gór porośnięte są w większości lasami. Rosną tu lasy sosnowe, bory sosnowe oraz lasy dębowe i lipowe. Na skałach kredowych rośnie odmiana sosny zwyczajnej (Pinus sylvestris var. Cretacea). Na terenie parku stwierdzono 977 gatunków roślin naczyniowych. Są wśród nich gatunki chronione, takie jak np.: buławnik czerwony (Cephalanthera rubra), obuwik pospolity (Cypripedium caceolus), modrak tatarski (Сrambe tatarica) i sasanka otwarta (Pulsatilla patens).
Fauna parku obejmuje 55 gatunków ssaków, 187 gatunków ptaków, 16 gatunków płazów i gadów, ponad 3000 gatunków owadów. Są to m.in. bieliki, dropy zwyczajne, szczudłaki zwyczajne, rybitwy, orły cesarskie, myszołowy zwyczajne, pustułki zwyczajne, trzmielojady zwyczajne, żurawie zwyczajne, rybołowy, rarogi zwyczajne, puchacze zwyczajne, wilki szare, rysie euroazjatyckie, bobry europejskie, borsuki europejskie, tchórze zwyczajne, tchórze stepowe, świstaki stepowe.

## Klimat
Klimat kontynentalny. Średnia roczna temperatura powietrza wynosi +3,7 °C. Różnica pomiędzy średnią temperaturą najcieplejszego miesiąca (lipiec) i najzimniejszego (styczeń) wynosi około 31 °C. Pokrywa śnieżna trwa do 148 dni.